# Asatan
asatan（あさたん）は、北海道旭川市で配布されていたフリーペーパー。「あさひかわTOWN情報」の名称でも知られる。旭川を中心としたグルメやショッピング情報や季節に合ったイベントの情報などを掲載する、月刊タウン情報誌である。株式会社アクセス新報、株式会社エイペックスジャパンを経て、現在は株式会社asatanが編集・発行を行っていた。2019年9月25日発行の10月号を最後に休刊。紙媒体からwebへ発信の舞台を移行し、以前のWEBページを大きくリニューアルして同年11月1日に旭川市民と一緒に創るキュレーションサイトasatan.comをリリースした。

## 概要
asatanは1992年6月に創刊され、以降毎月の25日が発行日として定められている。配布されている地域は旭川市のほかに東川町、当麻町、深川市、富良野市など旭川の周辺に位置する都市であり、各種ショッピングモール、スーパーマーケット、コンビニエンスストア、書店など市内1500ヵ所に設置されている。当初は300円で販売されていたが2003年12月から無料のフリーペーパーとして配布されるようになった。発刊部数は約8万部、通例およそ84ページ前後である。以前の大きさはB4変形判だったが、2012年7月からA4判に改版している。
掲載されている内容は、食べ物・人・雑貨などに焦点を当てた毎月変わる特集が3～4本程度に、旭川市内の飲食店やレジャースポット、イベントなどの紹介、表紙を飾る旭川在住の読者モデルのグラビア、学生の部活紹介や法律相談コラムなどの連載ページも多数。飲食店情報ページには割引サービスが受けられるクーポン券も付いている。旭川市内の「3・6街」における各種店舗も紹介されており、旭川以外の近郊市町村の情報を扱うこともある。その他、旭川市内の映画館で上映される映画の情報、各種イベント情報なども掲載する。
本誌以外にも、WEBページの「asatan.com」、YouTubeチャンネルの「asatanちゃんねる」などを展開しており、2017年からはAR機能を本誌で楽しめる独自のARアプリも配信している。
キュレーションサイトとして生まれ変わったasatan.comは、タウン情報誌時代と同様に特集が組まれているほか、キュレーターによる記事投稿で構成されている地域に密着した情報サイト。グルメ・観光・趣味/スポーツ・健康などに加え、旭川ニュースといったカテゴリで配信している。
2020年2月〜2022年6月にはAIR-G'にてAsatan presents Hitoshi Inoue CONNECTALKを放送